# Trinidad de la Capilla (paroisse civile)
Pour les articles homonymes, voir Capilla et Trinidad.
Trinidad de la Capilla est une paroisse civile du Venezuela située dans la municipalité de Guanarito (dans l'État de Portuguesa). Sa capitale est Trinidad de la Capilla.